# Infineon TriCore
A TriCore egy 32 bites mikrovezérlő architektúra, amelyet az Infineon Technologies fejlesztett ki. Egy RISC processzormag, egy mikrovezérlő és egy DSP elemeit egyesíti egy integrált áramköri tokozásban.

## Történet és háttér
1999-ben az Infineon kibocsátotta az AUDO (autóipari egyesített processzor) első generációját, ami a cég definíciója szerinti 32 bites „egyesített RISC/MCU/DSP mikrovezérlő magon” alapult, amely a TriCore elnevezést kapta. A konstrukciót azóta továbbfejlesztették, 2011-ben a negyedik generációnál, az AUDO MAX 1.6 verziójánál tart.
A TriCore egy heterogén, aszimmetrikus kétmagos architektúra egy perifériavezérlő processzorral, ami biztosítja a felhasználói módokat és a központi rendszer védelmét.
Az Infineon AUDO családok (sorozatok) a benzines és dízel motorvezérlő egységekben (ECU-k, engine control unit), a hibrid és elektromos járművekben történő alkalmazásokat célozzák, valamint az erőátviteli, az aktív és passzív biztonsági és a futóművekhez kapcsolódó alkalmazásokat. Mindemellett az ipari felhasználás területeit is megcélozzák, amelyekben jól alkalmazhatók az optimalizált motorvezérlő és a jelfeldolgozó egységek.
A különböző modellek memóriák, perifériakészletek, frekvenciák, hőmérséklettartományok és tokozás különböző kombinációit kínálják. Az Infineon szoftvereket is kínál, amelyek állítólag segítenek a gyártóknak megfelelni SIL/ASIL biztonsági szabványoknak. Az AUDO család minden tagja binárisan kompatibilis és ugyanazokat a fejlesztőeszközöket használja. Szintén elérhető az AUTOSAR könyvtár, ami lehetővé teszi a meglévő kód integrálását.

## Biztonság
Az Infineon portfóliója további hardveres funkciókkal ellátott mikrovezérlőket, valamint a SafeTcore biztonsági szoftvert és watchdog IC-t is tartalmaz.
Az AUDO családok lefedik a biztonsági alkalmazások területét is, amelybe beletartoznak az aktív felfüggesztés és járművezető-asszisztens rendszerek és ugyancsak az EPS és alváz tartományvezérlés.
A termékportfólió jelentős része a memóriavédelem, redundáns perifériák, integrált CRC-vel védett MemCheck egységek, ECC-vel ellátott memóriák, az integrált tesztelési és hibakeresési funkcionalitás és a FlexRay kommunikációs protokoll.

## Fordítás
Ez a szócikk részben vagy egészben  az   Infineon TriCore című angol Wikipédia-szócikk ezen változatának fordításán alapul.  Az eredeti cikk szerkesztőit annak laptörténete sorolja fel. Ez a jelzés csupán a megfogalmazás eredetét és a szerzői jogokat jelzi, nem szolgál a cikkben szereplő információk forrásmegjelöléseként.